# Рестолц
Рестолц (рум. Răstolț) — село у повіті Селаж в Румунії. Входить до складу комуни Бучумі.
Село розташоване на відстані 371 км на північний захід від Бухареста, 17 км на південь від Залеу, 48 км на північний захід від Клуж-Напоки.

## Населення
За даними перепису населення 2002 року у селі проживали 274 особи. Усі жителі села рідною мовою назвали румунську.
Національний склад населення села:
| Національність | Кількість осіб | Відсоток |
| -------------- | -------------- | -------- |
| румуни         | 258            | 94,2%    |
| цигани         | 16             | 5,8%     |